# Joszko Broda
Joszko Broda (ur. 23 lutego 1972 w Istebnej) – polski muzyk, multiinstrumentalista, producent muzyczny i kompozytor.

## Kariera
Muzyki uczył się od swojego ojca, Józefa Brody, i Jana Sikory „Gajdosza”. Gra na drumli, fujarze postnej, fujarze sałaskiej, fujarkach pięciootworowych, fujarkach sześciootworowych, rogach, trombicie, skrzypcach, gajdach, kozie, okarynie, liściu, słomce, trzcinie i na wielu innych instrumentach. Śpiewa po góralsku. Prowadzi warsztaty artystyczne i zespół dla dzieci.
Joszko Broda pojawił się na scenie w wieku czterech lat w zespole swojego ojca. Występował w Polsce i w Europie. Wziął udział w nagraniach studyjnych prowadzonych przez europejskie instytucje kulturalne. Joszka możemy usłyszeć na płycie Beskidy wydanej przez Polskie Radio w 1997 w serii Muzyka Źródeł i na płycie Pologne wydanej przez francuską wytwórnię Radia Ocora.
Pierwszy własny zespół założył w Zakopanem z kolegami z liceum. Grupa znana była pod nazwą Palinka lub Jedenastu jadowitych juhasów…. Zdobył tam nagrodę Grand Prix na festiwalu Euro Folk w Sanoku. Potem rozpoczęła się współpraca z Wojciechem Ossowskim, Wojciechem Waglewskim i zespołem Voo Voo, rodziną Pospieszalskich, Antoniną Krzysztoń, Anną Marią Jopek, zespołem Raz, Dwa, Trzy, reżyserem Leszkiem Gałyszem.
W 1996 uczestniczył w nagraniu płyty Przyjdź i został członkiem rockowego zespołu 2Tm2,3 tworzonego przez Roberta Friedricha, Tomasza Budzyńskiego i Dariusza Malejonka. Od roku 1999 brał udział w tworzeniu zespołu Arka Noego.
W 2000 zaczął realizować swoje własne produkcje muzyczne. Powstała płyta Jałmużna Postna nagrana w bazylice Dominikanów w Lublinie, polsko-węgierska płyta Posłóchejcie kamaradzi i trzy albumy związane z prowadzonym przez Joszka zespołem Dzieci z Brodą: Normalnie szok!, Halo Halo Dzieci Europy i Czuwaj wiaro! – do piosenek z tego albumu Telewizja Polska wyprodukowała teledyski, które znajdują się w stałej ekspozycji w Muzeum Powstania Warszawskiego. W 2022 został prezesem fundacji Instytut Transmisji Kulturowej.
Joszko Broda współpracuje z Józefem Brodą, Januszem Grzywaczem, Marcinem Pospieszalskim, Cezarym Paciorkiem, Joachimem Menclem, Locko Richterem, Arkadiuszem Skolikiem, Palem Havasretim, Kalmanem Gasparem, Szabolcem Roka, Arką Noego, Józefem Wilkoniem. Współpracował z Piotrem Żyżelewiczem do jego śmierci w kwietniu 2011 roku.

## Życie prywatne
5 czerwca 1999 poślubił Deborę. Mają 11 dzieci, w tym dziewięciu synów i dwie córki: Jana (ur. 2000), Macieja (ur. 2002), Tomasza (ur. 2004), Mikołaja (ur. 2006), Jeremiego (ur. 2008), Iwa (ur. 2009), Marię (ur. 2010), Rocha (ur. 2012), Józefa (ur. 2014), Piotra (ur. 2018) i Antoninę (ur. 5 czerwca 2019).

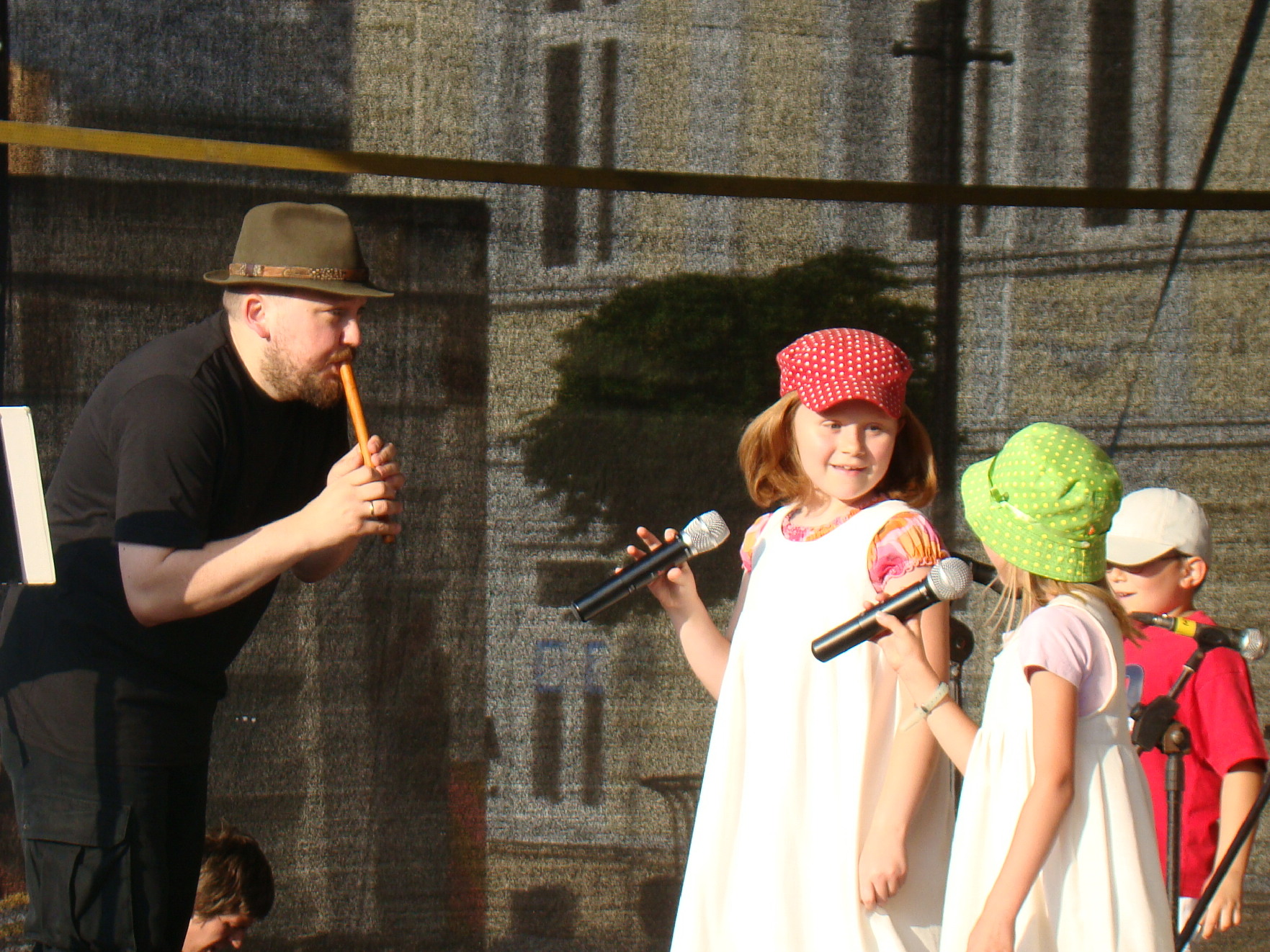
Joszko Broda podczas koncertu grupy „Dzieci z Brodą” w Sanoku, 2009

## Dyskografia
- Jałmużna Postna, 2000
- Posłóchejcie Kamaradzi Ethnofon Records, 2004 (polsko-węgierski projekt z cyklu Brama Morawska)
- Debora, 2013
- Człowiek z lasu, 2019[7]

### Płyty z dziećmi i dla dzieci
- Dzieci z Brodą[8]
  - Normalnie szok!, 2002 – fujarki, piszczałki, listek, okaryna, drumla, klarnet, zurna, śpiew, aranżacja i produkcja muzyczna
  - Halo Halo Dzieci Europy, 2003 – muzyka, produkcja i aranżacja, fujarki, listek, drumla, klarnet turecki, skrzypce
  - Czuwaj wiaro!, 2004 – fujarki, drumle, klarnet turecki, okaryna, produkcja i opracowanie muzyczne
    - Piosenka o nocy – muzyka

### Składanki
- Wśród nocnej ciszy...
  - Wśród nocnej ciszy – róg jerozolimski (szofar) i fujary
  - Kolęda na rogach – róg
  - Ojcze nasz Wszechmogący – śpiew
  - Stowejcie łuś mili ludzie – fujarka, śpiew
  - Mesyjasz przyszedł – fujara, śpiew
  - Hopsa bratkowie – śpiew, drumla, fujary, gajdzice
  - A mały chłopiec ich poprowadzi... – śpiew
  - Przybieżeli do Betlejem pasterze! – fujarki
  - Hej rośnie se w lesie – drumla
  - Boże, Boże, Wielki – trąby, fujarki, fujary, śpiew